# Міський романс (фільм)
«Міський романс» (рос. «Городской романс») — український радянський художній чорно-білий фільм про кохання, знятий режисером Петром Тодоровським в 1970 році.

## Сюжет
Лікар-рентгенолог знайомиться з молодою студенткою педучилища. Маша відразу зрозуміла, що це і є справжня любов. А для Жені спільне життя виявилося незвичним і незручним. Маша, побачивши його розгубленість, йде. Пройде немало часу, перш ніж вони зрозуміють, що один без одного не можуть жити. Правда, розв'язку їх відносин пропонується додумати глядачеві…

## У ролях
- Марія Леонідова (Соломіна) — Марія Антонівна Савельєва, вихователь
- Євген Кіндінов — Євген Арсенійович Нікітін, лікар-рентгенолог
- Зіновій Гердт — ветеран-фронтовик, «старий хворий економіст»
- Геннадій Сайфулін — Костя, лікар, приятель Євгена
- Аня Степанова-Молодова — Анечка, дівчинка з дитячого саду (озвучує Клара Румянова)
- Леонід Дьячков — батько Ані, вертольотчик
- Світлана Харитонова — Зіна, дружина економіста
- Ірина Короткова — Люба, подруга Маші
- Ольга Сошникова — Валя, подруга Маші
- Ніна Корнієнко — Олена, коханка Євгенія
- Олександр Пашутін — доктор Крич
- Антоніна Пілюс — Інна
- Марчелла Чеботаренко — пацієнтка
- Антоніна Дмитрієва — Віра Іванівна, вихователька

## Знімальна група
- Режисер-постановник: Петро Тодоровський
- Автори сценарію: Фелікс Миронер, Петро Тодоровський
- Оператор-постановник:  Олександр Полинніков
- Художники-постановники:  Валентин Коновалов, Павло Холщевніков
- Композитор:  Олег Каравайчук
- Режисер: В. Камінська
- Звукооператор: Володимир Курганський
- Художник по костюмах: Н. Аршавська
- Художник по гриму: Зоя Губіна
- Редактор: Євгенія Рудих
- Режисери монтажу: Етна Майська, Віра Бейліс
- Директор картини: Серафима Беніова